# 호르겐 오버도르프역
호르겐 오버도르프역(독일어: Horgen Oberdorf)은 스위스 호르겐에 위치한 기차역이다. 역은 탈빌-아트-골다우 철도에 있으며 취리히 S-반의 S24 노선이 운행된다.
호르겐역은 근처에 있지만, 낮은 곳의 호르겐역과 혼동되어서는 안된다. 이 역은 취리히호 좌안 철도 노선에 있다. 두 역은 도보로 약 0.9km 떨어져 있다.

## 운행편
2020년 12월 시간표 변경에 따라 호르겐 오버도르프역에는 다음 서비스가 정차한다.
- 취리히 S-반 S24 : 추크와 빈터투어 간 30분 운행 기차는 빈터투어에서 타잉엔 또는 바인펠덴까지 계속된다.